# Бутан на Олимпийских играх
Бутан впервые принял участие в летних Олимпийских играх на Играх в Лос-Анджелесе в 1984 году. С тех пор страна участвовала во всех летних играх. Спортсмены этой страны никогда не завоёвывали олимпийских медалей.
В зимних Олимпийских играх Бутан ни разу не участвовал.
В общей сложности страну на Олимпиадах представляли 15 мужчин и 16 женщин. Наиболее крупные делегации (по 6 спортсменов) Бутан выставлял на Играх в Лос-Анджелесе и в Барселоне. С 1984 по 2008 годы на Олимпиады от Бутана приезжали только стрелки из лука.
На летних Играх 2012 года в Лондоне команда Бутана впервые выступила (в лице одного спортсмена-женщины) в ещё одном виде спорта (пулевой стрельбе из пневматической винтовки).

## Бутанские участники Олимпийских игр
- Ринзи Лхам — стрелок из лука, 1984 год, участвовала в возрасте 16 лет и 304 дней — наименьший возраст (в настоящий момент, по состоянию до 2019 года включительно) среди участников Олимпиад от Бутана.
- Нгаванг Пелзанг[пол.] — стрелок из лука, 1984 год.[1]
- Лхендуп Церинг[пол.] — стрелок из лука, 1984 год.
- Карма Чоден[пол.] — стрелок из лука, 1984 год.
- Сонам Чуки[пол.] — стрелок из лука, 1984 год.
- Тинлей Дорджи[пол.] — стрелок из лука, 1984 и 1988 годы.
- Джигме Церинг[пол.] — стрелок из лука, 1988 год.
- Пема Церинг[пол.] — стрелок из лука, 1988 и 1992 годы, во второй Олимпиаде участвовал в возрасте 41 года и 17 дней — наибольший возраст (в настоящий момент, по состоянию до 2019 года включительно) среди участников Олимпиад от Бутана.
- Карма Тензин[пол.] — стрелок из лука, 1992 год.
- Карма Цомо[пол.] — стрелок из лука, 1992 год.
- Пем Церинг[пол.] — стрелок из лука, 1992 год.
- Намгьял Лхаму[пол.] — стрелок из лука, 1992 год.
- Джубзанг Джубзанг — стрелок из лука, 1992, 1996 и 2000 годы, единственный трижды участвовал и единственный трижды знаменосец олимпийской команды Бутана.
- Угьен Угьен[пол.] — стрелок из лука, 1996 год.
- Церинг Чоден — стрелок из лука, 2000 и 2004 годы.
- Таши Пэлджор — стрелок из лука, 2004 и 2008 годы.
- Дорджи Дема — стрелок из лука, 2008 год.
- Шераб Зам — стрелок из лука, 2012 год.
- Кунзанг Чоден — пулевой стрелок из пневматической винтовки с 10 метров, 2012 год.
- Карма — стрелок из лука, 2016 и 2020 годы.
- Кунзанг Ленчу — пулевой стрелок из пневматической винтовки с 10 метров, 2016 и 2020 годы.
- Нгаванг Намгьел — дзюдоист, 2020 год.
- Сангай Тензин — пловец, 2020 и 2024 год.
- Кинзанг Лхамо[англ.] — марафон, 2024 год.
- Лам Дорджи[англ.] — стрелок из лука, 2024 год.

## Таблица медалей

### Летние Олимпийские игры
| Игры                | Спортсменов     | Золото | Серебро | Бронза | Всего | Место |
| ------------------- | --------------- | ------ | ------- | ------ | ----- | ----- |
| 1984 Лос-Анджелес   | 6               | 0      | 0       | 0      | 0     | -     |
| 1988 Сеул           | 3               | 0      | 0       | 0      | 0     | -     |
| 1992 Барселона      | 6               | 0      | 0       | 0      | 0     | —     |
| 1996 Атланта        | 2               | 0      | 0       | 0      | 0     | —     |
| 2000 Сидней         | 2               | 0      | 0       | 0      | 0     | —     |
| 2004 Афины          | 2               | 0      | 0       | 0      | 0     | —     |
| 2008 Пекин          | 2               | 0      | 0       | 0      | 0     | —     |
| 2012 Лондон         | 2               | 0      | 0       | 0      | 0     | —     |
| 2016 Рио-де-Жанейро | 2               | 0      | 0       | 0      | 0     | —     |
| 2020 Токио          | 4               | 0      | 0       | 0      | 0     | —     |
| 2024 Франция        | 3               | 0      | 0       | 0      | 0     | —     |
| 2028 Лос-Анджелес   | будущее событие |        |         |        |       |       |
| 2032 Брисбен        | будущее событие |        |         |        |       |       |
| Итого               | Итого           | 0      | 0       | 0      | 0     |       |